# Distrito Administrativo del Sur
El Distrito Administrativo del Sur (del ruso: Ю́жный администрати́вный о́круг, Yuzhnyy administrativnyy okrug'), es uno de los doce distritos (okrugs) administrativos de Moscú, Rusia. Fue fundado en 1991 y tiene una superficie de 131,772 kilómetros cuadrados.
El distrito está bordeado por la avenida Leninsky en el norte, la carretera de circunvalación de Moscú en el sur, por el valle del río Moscova en el este, y por el valle del río y una parte del bosque Kotlovka Bitsevsky en el oeste.

## Historia
El territorio que comprende el moderno Distrito Administrativo del Sur atrajo a colonos desde tiempos inmemoriales, incluso a pesar del hecho de que ha sido históricamente un área segura donde los enemigos atacarían primero. Con el fin de proteger las fronteras se construyeron poderosos monasterios alrededor. El primero de ellos fue el Monasterio de Danílov, fundado en 1271 por el Príncipe Daniil de Moscú.
En 1593 se fundó el monasterio Donskoy para conmemorar la victoria sobre Khan Kazi-Girei. Cerca del monasterio, por los caminos de los pueblos y aldeas, comenzó a surgir Verkhniye y Nizhniye Kotly, Sadovniki, Nagatino, Kotlyakovo, Chertanovo, Annino, Biryulyovo, Tsaritsyno, Borisova, Orekhovo y otros. Todos estos nombres se conservan hoy en el ókrug. Kolomna fue uno de los primeros pueblos en aparecer en la zona. El desarrollo urbano de la zona comenzó a surgir más tarde en los siglos XVI y XVII junto con el conjunto arquitectónico de Kolomenskoye.
Hoy en día el ókrug abarca una rica arquitectura conocida en todo el mundo, como la Iglesia de la Ascensión, que es catalogada por la UNESCO como Patrimonio de la Humanidad.

## Distritos
A su vez, dentro del distrito administrativo hay dieciséis distritos:
- Biryulyovo Vostochnoye
- Biryulyovo Zapadnoye
- Brateyevo
- Chertanovo Severnoye
- Chertanovo Tsentralnoye
- Chertanovo Yuzhnoye
- Danilovsky
- Donskoy
- Moskvorechye-Saburovo
- Nagatino-Sadovniki
- Nagatinsky zaton
- Nagorny
- Orekhovo-Borisovo Severnoye
- Orekhovo-Borisovo Yuzhnoye
- Tsaritsyno
- Zyablikovo